# 愛と誠〜YAMATO & LOVE×××
『愛と誠〜YAMATO & LOVE×××』（あいとまこと やまと・あんど・らぶ）は、ALI PROJECTが2017年9月27日に発売した10枚目のベストアルバムである。

## 解説
ALI PROJECTの25周年記念ベストアルバム第二弾。前作血と蜜〜Anthology of Gothic Lolita & Horrorがゴシックロリータとホラーを主題としていたのに対し、今作ではアリプロの真骨頂ともいえる大和ソングと、ラブソングが主に収録されている。

## 収録曲

### Disc 1
（全作詞：宝野アリカ、作曲・編曲：片倉三起也）
1. 愛と誠
  - アルバム『Dilettante』収録。
  - イントロ、間奏にはレオシュ・ヤナーチェク作曲の『ズデンカ変奏曲』が、Aメロにはピョートル・チャイコフスキー作曲の『中級程度の12の小品』から「悲しい歌」が引用されている。
2. 勇侠青春謳
  - テレビアニメ『コードギアス 反逆のルルーシュ』前期エンディングテーマ。ベストアルバム『桂冠詩人 SINGLE COLLECTION PLUS』収録。
  - サビにピエトロ・マスカーニの歌劇『カヴァレリア・ルスティカーナ～お母さんも御存じのように～』が引用されている。
3. 神風
  - アルバム『禁書』収録。
  - Bメロにエルネスト・レクオーナの『3つの小品 - 第1曲 ベルフラワー』が引用されている。
  - サビにエルネスト・レクオーナの『19世紀のキューバ舞曲集 La Cardenense』が引用されている。
4. 陸と海と空と
  - アルバム『快楽のススメ』収録。
  - Ｂメロおよびサビにゲオルギー・スヴィリードフ『吹雪 トロイカ』が引用されている。
  - アウトロにPRODUCER LOOPSのソフト音源『SYMPHONIC SERIES VOL 8 MEDIEVAL CRUSADES』より「Promised Land」が利用されている。その他、同音源よりイントロには「Sigurs Army」が利用されている
5. 戦争と平和
  - アルバム『EROTIC&HERETIC』収録。
  - サビにJ.S.バッハの「小フーガト短調」が引用されている。
6. Valkyrja〜騎士乙女
  - ストリングスアルバム『Gothic Opera』収録。
7. 絶國TEMPEST
  - アルバム『汎新日本主義』収録。
8. 少女殉血
  - テレビアニメ『AVENGER』挿入歌。ベストアルバム『桂冠詩人 SINGLE COLLECTION PLUS』収録。
  - レオンカヴァッロ作曲のオペラ『道化師』の「衣装をつけろ」がモチーフとして使われている。
9. 青嵐血風録
  - アルバム『Psychedelic Insanity』収録。
  - サビの最後にエドヴァルド・グリーグ作曲の『4つのノルウェー舞曲 第3番』の旋律が引用されている。
  - サビにアルバート・ケテルビーの『修道院の庭にて』が引用されている。
  - 間奏にエドヴァルド・グリーグの『２つのノルウェーの旋律 第1曲 民謡の調子で』の旋律が引用されている。
  - イントロにBIG FISH AUDIO社のサンプル音源『HIP HOP EXOTICA』より「02  086 Dmin」「08  102 Cmin」が利用されている。
10. 隼の白バラ
  - アルバム『令嬢薔薇図鑑』収録。
11. 花と龍
  - 書き下ろし新曲。
  - CメロにBIG FISH AUDIOのソフト音源『MODERN HIP HOP』より「kit 2」が利用されている。その他、同音源よりイントロには「kit 9」が、2番~3番の間奏には「kit 11」「48」が利用されている。
  - サビにクロード・ドビュッシーの『ベルガマスク組曲 メヌエット』が引用されている。
12. KING KNIGHT
  - テレビアニメ『.hack//Roots』の最終回エンディングテーマ。ベストアルバム『桂冠詩人 SINGLE COLLECTION PLUS』収録。
  - イントロにプロコフィエフ作曲のバレエ音楽『ロメオとジュリエット』から「モンタギュー家とキャピレット家」が引用されている。
  - サビにミハイル・グリンカ作曲『Contredanse In G Major』の旋律が引用されている。同楽曲は『聖少女領域』サビおよび間奏にも引用されている。
  - イントロおよびBメロにミハイル・グリンカ作曲『Nouvelles contredanses』の旋律が引用されている。
  - Bメロにモーリツ・モシュコフスキ作曲『10のかわいい小品 第3番 無言歌』の旋律が引用されている。
13. 永久戒厳令
  - アルバム『A級戒厳令』収録。
  - サビにフィリップ・グラスの『交響曲第4番 英雄たち』より「Sense of Doubt」が引用されている。また、間奏に同楽曲の録音音源が利用されている。
  - 間奏、アウトロにPRIME LOOPSのサンプル音源『CINEMATIC MOODS』より「NoNonsense[1]」が利用されている。
14. 見ぬ友へ
  - アルバム『令嬢薔薇図鑑』収録。
  - ラストのピアノにミハイル・グリンカの『Variations On An Original Theme In F Major』が引用されている。
  - イントロにはEarthMoments社のソフト音源『Oriental Orchestra』より「07_C#_90bpm_04」「07_C#_90bpm_20」が利用されている。その他、同音源より2番~3番の間奏には「09_G_94bpm_05」「09_G_94bpm_06」が利用されている。
  - PRODUCER LOOPS社のソフト音源『KINGS OF BHANGRA VOL.1-3』よりVOL1から「kit4」「kit5」が利用されている。その他VOL2より「kit5」が、VOL3より「kit4」が利用されている。
15. この國の向こうに
  - アルバム『Poison』収録。
16. 鎮魂頌
  - アルバム『Dilettante』収録。
  - Aメロに A.スカルラッティ作曲による｢Son tutta duolo（私は悩みに満ちて）」が引用されている。
  - サビにエンリケ・グラナドス『詩的なワルツ集 No. 3 Tempo de Vals lent』が引用されている。

### DISC 2
1. 胡蝶夢心中
  - アルバム『Psychedelic Insanity』収録。
  - イントロ、間奏にBIG FISH AUDIO社のサンプル音源『SYMPHONIC MANOEUVRES』より「Only A Dream」「Undefeated」が利用されている。
  - サビにアナトーリ・リャードフの『2つの小品 ワルツOp. 9-1』が引用されている。
2. 遊月恋歌
  - アルバム『EROTIC&HERETIC』収録。
3. BAR酔芙蓉へどうぞ
  - アルバム『快楽のススメ』収録。
  - Aメロにプッチーニ『ラ・ボエーム』からの引用が見られる。
4. 真夏の憂愁夫人
  - アルバム『贋作師』収録。
5. 蜜薔薇庭園
  - ストリングスアルバム『神々の黄昏』収録。
6. Rose Moon
  - アルバム『Noblerot』収録。
7. 月光夜
  - アルバム『Noblerot』収録。
8. 緋紅的牡丹
  - アルバム『Dilettante』収録。
9. RED WALTZ
  - アルバム『贋作師』収録。
  - サビにエルネスト・レクオーナの『キューバ舞曲集 En tres Por Cuatro』が引用されている。
  - Aメロにアレクサンドル・スクリャービンの『10のマズルカ 第1番』が引用されている。イントロには『マズルカ ロ短調[2]』が引用されている。
10. 薔薇娼館
  - アルバム『令嬢薔薇図鑑』収録。
11. 修道院の廃庭にて
  - ストリングスアルバム『Violetta Operetta』収録。
12. 春葬
  - ストリングスアルバム『エトワール』収録。
  - サビにジュール・マスネの『Elegie』が引用されている。
13. 闇の翼ですべてをつつむ夜のためのアリア
  - アルバム『Aristocracy』収録。
14. 星月夜
  - ストリングスアルバム『月光嗜好症』収録。
  - 間奏にMiguel Manzanoの『Spanish Preludes Sentimental Decadente』が引用されている。
15. 共月亭で逢いましょう
  - 1stシングル『恋せよ乙女〜Love story of ZIPANG〜』のカップリング曲。ベストアルバム『Deja Vu 〜THE ORIGINAL BEST 1992-1995〜』収録。
  - Aメロ、Bメロにエマニュエル・シャブリエの『5曲の遺作 アルバムの一葉』が引用されている。
16. Adieu
  - ストリングスアルバム『Gothic Opera』収録。原曲はグスタフ・マーラーの交響曲第5番第4楽章。

## クレジット
| Performed by ALI PROJECT   | Performed by ALI PROJECT             |
| STAFF                      | STAFF                                |
| -------------------------- | ------------------------------------ |
| Recorded and Mixed by      | 瀧田二朗                             |
| Mastered by                | 袴田剛史（FLAIR）                    |
| Recorded & Mixed at        | FLAMINGO SOUND                       |
| Recorded & Mixed at        | Zazou Music Shed                     |
| Recorded & Mixed at        | Sound City                           |
| Recorded & Mixed at        | SOUND INN STUDIO                     |
| Recorded & Mixed at        | STUDIO GREENBIRD                     |
| Produced by                | 石川吉元                             |
| Promoted by                | 益子恵                               |
| Sales Promoted by          | 梅本薫                               |
| Special Thanks to          | 勇侠会                               |
| Special Thanks to          | 杉本真（Zeppライブ）                 |
| Special Thanks to          | 奥田誠（バックステージプロジェクト） |
| Special Thanks to          | Boris Vian Inc.                      |
| Jacket Design              |                                      |
| Art Directed & Designed by | 吉野磨衣子                           |
| Photographed by            | 小野寺廣信                           |
| Hair & Make-up by          | 橘房図                               |
| Costume Designed by        | タダカイエ（Triple fortune）         |
| Kimono Coordinated by      | Le ciel                              |
| Title Typography by        | 常磐印房                             |
| Editorial Coordinated by   | 藤田奈美（Victor Entertainment）     |